# Liste deutscher Progressive-Rock-Bands
Diese Liste zählt deutsche Bands aus dem Genre des Progressive Rock und seiner Untergattungen, worunter auch der Krautrock fällt, auf. Sie ist eine Unterliste der Liste deutscher Rockbands.
Zur Aufnahme in die Liste reichen ein eigener Wikipediaartikel oder belegte überregionale Präsenz.
| Name                          | Genre(s)                                | Gründung                     | Auflösung  | Herkunft                    |
| ----------------------------- | --------------------------------------- | ---------------------------- | ---------- | --------------------------- |
| 7 Days Awake                  | Rock, Space Rock, Psychedelic Rock      | 2003                         |            | Bielefeld                   |
| Agitation Free                | Progressive Rock                        | 1967, 1998                   | 1974       | Berlin                      |
| Amon Düül                     | Krautrock                               | 1967                         |            | München                     |
| Amon Düül II                  | Krautrock                               | 1967                         |            | Westdeutschland             |
| Annexus Quam                  | Krautrock                               | 1967                         | 197?       | Kamp-Lintfort               |
| Anyone’s Daughter             | Progressive Rock, Pop-Rock              | 1972, 1986, 2000             | 1984, 1986 | Stuttgart                   |
| Ash Ra Tempel                 | Krautrock                               | 1970                         |            | Berlin                      |
| Bayon                         | Progressive Rock/Weltmusik              | 1971                         |            | Weimar                      |
| Birth Control                 | Krautrock                               | 1966, 1993, 2014             | 1983, 2014 | Berlin                      |
| Bröselmaschine                | Krautrock                               | 1968, 1974, 1975, 1984, 2005 | 1973       | Duisburg                    |
| Camera Obscura                | Krautrock                               | 1983                         |            | Kürten                      |
| Can                           | Krautrock                               | 1968, 1986                   | 1979       | Köln                        |
| Cen-ProjekT                   | Neo-Prog-Rock                           | 2018                         |            | Merzig (Saarland)           |
| Cluster                       | Krautrock                               | 1969                         |            | Westdeutschland             |
| Contact Trio                  | Jazz-Rock                               | 1970                         | 1984       | Ruhrgebiet                  |
| Cryptex                       | Progressive Rock, Folk Rock             | 2008                         |            | Salzgitter, Hannover        |
| da capo                       | Krautrock                               | 1970                         |            | Fürth                       |
| Dice                          | Progressive Rock, Artrock               | 1974                         |            | Gütersloh/Leipzig           |
| Dresden-Sextett               | Beat, Jazzrock                          | 1969                         | 1973       | Dresden                     |
| Duesenberg                    | Krautrock                               | 1976                         |            | Schleswig-Holstein, Hamburg |
| Dunkelziffer                  | Artrock                                 | 1981                         | 1990       | Köln                        |
| Electra                       | Progressive Rock, Artrock, Rock, Pop    | 1969                         | 2015       | Dresden                     |
| Eloy                          | Krautrock, Art Rock                     | 1969                         |            | Hannover                    |
| Embryo                        | Krautrock, Weltmusik                    | 1969                         |            | München                     |
| Eyesberg                      | Progressive Rock                        | 1978, 2004                   |            | Frankfurt am Main           |
| Eyevory                       | Progressive Rock                        | 2012                         |            | Bremen                      |
| Faust                         | Krautrock                               | 1970                         |            | Hamburg                     |
| Flying Circus                 | Progressive Rock, Hard Rock             | 1990                         |            | Grevenbroich                |
| Frameschift                   | Progressive Rock                        | 2002                         |            | Hamburg                     |
| Frequency Drift               | Progressive Rock                        | 2007                         |            | Bayreuth                    |
| Gerhard-Stein-Combo           | Jazz, Jazzrock, Progressive Rock        | 1963                         | 1970       | Leipzig                     |
| Gift                          | Krautrock                               | 1969, 2013                   | 1974       | Augsburg                    |
| Grobschnitt                   | Krautrock                               | 1970, 2006                   | 1989       | Hagen                       |
| Harmonia                      | Krautrock                               | 1973                         | 1976       | Westdeutschland             |
| Ihre Kinder                   | Krautrock                               | 1969                         | 1973       | Nürnberg                    |
| Jane                          | Krautrock                               | 1970                         |            | Hannover                    |
| Joy Unlimited                 | Progressive Rock                        | 1969                         | um 1977    | Mannheim                    |
| Kalacakra                     | Psychedelic Rock                        | um 1971                      | um 1972    | Duisburg                    |
| Karat                         | Progressive Rock                        | 1975                         |            | Berlin                      |
| Karibow                       | Progressive Rock                        | 1996                         |            | Wetter (Ruhr)               |
| Karthago                      | Krautrock                               | 1971, 2004                   | 1978       | Westdeutschland/Berlin      |
| Karussell                     | Progressive Rock                        | 1976, 1994/2007              | 1991/1994  | Leipzig                     |
| Kin Ping Meh                  | Krautrock                               | 1969, 2005                   | 1977       | Mannheim                    |
| Kraan                         | Jazz-Rock                               | 1970, 2000                   | 1990       | Ulm                         |
| Kraftwerk                     | Elektro, Krautrock (bis 1973)           | 1970                         |            | Düsseldorf                  |
| Lift                          | Art Rock                                | 1973                         |            | Dresden                     |
| Liquid Horizon                | Progressive Metal                       | 2000                         |            | Mannheim                    |
| Long Distance Calling         | Post-Rock                               | 2006                         |            | Münster                     |
| Martigan                      | NeoProg                                 | 1994                         | 2019       |                             |
| Necronomicon                  | Krautrock                               | 1970                         |            | Aachen                      |
| Neuschwanstein                | Progressive Rock                        | 1971                         | 1980       | Völklingen                  |
| Neu!                          | Krautrock                               | 1971                         | 1976       | Düsseldorf                  |
| Prof. Wolfff                  | Progressive Rock, Krautrock             | 1971                         | 1972       | Ulm                         |
| Popol Vuh                     | Krautrock                               | 1970                         | 2001       | Westdeutschland             |
| Quiet Earth                   | Progressive Rock, Artrock               | 2012                         |            | Dortmund                    |
| Ramses                        | Krautrock                               | 1972                         |            | Hannover                    |
| RPWL                          | Progressive Rock, Artrock               | 2011                         |            | Freising                    |
| Sahara                        | Progressive Rock                        | 1966, 2006                   | 1977, 2019 | München                     |
| Seven Steps to the Green Door | Progressive Rock, Progressive Crossover | 2004                         |            | Sachsen                     |
| Shamall                       | Progressive Rock, Artrock, NeoProg      | 1986                         |            | Bremen                      |
| Sieges Even                   | Progressive Rock                        | 1986                         | 2008       | München                     |
| Siloah                        | Psychedelic Rock                        | 1970                         | 1972       | München                     |
| Stern-Combo Meißen            | Art Rock                                | 1964                         |            | Meissen                     |
| Subsignal                     | Progressive Rock                        | 2007                         |            | Idstein–Wörsdorf            |
| Sylvan                        | Progressive Rock, Artrock               | 1998                         |            | Hamburg                     |
| Tangerine Dream               | Krautrock, Elektronik                   | 1967                         |            | Berlin                      |
| The Secluded                  | New Prog                                | 2012                         |            | Frankfurt am Main           |
| Toxic Smile                   | Progressive Rock                        | 1996                         |            | Leipzig                     |
| Tritonus                      | Progressive Rock, Krautrock             | 1972                         | 1978       | Mannheim                    |
| Triumvirat                    | Progressive Rock                        | 1969                         | 1980       | Köln                        |
| Twenty Sixty Six and Then     | Krautrock, Progressive Rock             | 1971                         | 1972       | Mannheim                    |
| Ulysses                       | Progressive Rock                        | 1990                         | 1995       | Wiesbaden                   |
| Vanden Plas                   | Progressive Metal                       | 1986                         |            | Kaiserslautern              |
| Versus X                      | Progressive Rock                        | 1991                         |            | Frankfurt                   |
| Wallenstein                   | Progressive Rock, Krautrock             | 1971                         | 1982       | Mönchengladbach             |